# Suillia fuscicornis
Suillia fuscicornis – gatunek muchówki z rodziny błotniszkowatych.
Gatunek ten opisany został w 1847 roku przez Johana Wilhelma Zetterstedta jako Helomyza fuscicornis.
Muchówka ta ma czułki o dwubarwnym, w wierzchołkowej połowie brązowym pierwszym członie biczyka. Tułów jej jest w całości matowy, o nagiej, u wierzchołka trochę zaostrzonej tarczce. Użyłkowanie skrzydła charakteryzuje obecność dużych i mocnych kolców na żyłce kostalnej. Pierwsza para odnóży samca ma początkowe człony stóp pozbawione kolca. Odwłok samicy odznacza się segmentem siódmym bocznie spłaszczony, ku tyłowi zwężonym, o połowę dłuższym niż szósty. Narządy rozrodcze samic mają trzy zbiorniki nasienne o szerokich i regularnie w górę zwężających się częściach nasadowych oraz zwężonych wierzchołkach – każdy z w ⅓ tak długą jak cały zbiornik częścią cylindryczną, zakrzywioną ku dołowi.
Owad znany z Hiszpanii, Andory, Irlandii, Wielkiej Brytanii, Francji, Belgii, Niemiec, Danii, Szwecji, Norwegii, Finlandii, Szwajcarii, Austrii, Włoch, Polski, Estonii, Łotwy Litwy, Czech, Słowacji, Węgier, Bośni i Hercegowiny, Ukrainy, Rumunii, Bułgarii, Rosji, Bliskiego Wschodu i wschodniej Palearktyki.